# Ambush Bug
Ambush Bug (dt. "Raubwanze") ist der Titel einer Reihe von humoristischen Comicgeschichten, die der US-amerikanische Verlag DC Comics seit 1982 veröffentlicht.

## Inhalt
Im Mittelpunkt der Ambush-Bug-Geschichten, die sich dem Genre des amerikanischen Superheldencomics auf wohlwollend parodistische Weise annähern, steht ein humanoides Insekt gleichen Namens, das der Autor und Zeichner Keith Giffen gemeinsam mit seinem Co-Autor Paul Kupperberg erstmals im Dezember 1982 in dem Comicheft DC Comics Presents #52 vorstellte. Die Ambush Bug Comics, die sich als eine Mischung aus Fun-Comic, Abenteuercomic und Science-Fiction beschreiben lassen, nehmen dabei zahlreiche "Klassiker" des Superhelden-Segments aufs Korn, so unter anderen Superman, Spider-Man, Fantastic Four und Green Lantern. Unter Durchbrechung der Vierten Wand ist Ambush Bug – der zumeist äußerst "durchgeknallt" denkt und handelt – sich zudem seiner eigenen Fiktionalität bewusst: So spricht Bug gelegentlich mit seinen Lesern, wechselt in die "reale" Welt hinüber und in seine fiktive Welt zurück und interagiert mit den Machern seiner Comics wie etwa dem Redakteur Julius Schwartz, der als wiederkehrende Figur innerhalb der Ambush Bug Comics vorkommt.

## Veröffentlichungen unter dem Ambush-Bug-Titel
Nachdem Ambush Bug zunächst von Keith Giffen als Figur in verschiedenen Superman-Geschichten benutzt worden war, wurde der Charakter mit der Zeit in den Mittelpunkt eigener Geschichten gestellt: So handeln mehrere in den frühen 1980ern in der Serie Action Comics veröffentlichte Backup-Stories von seinen Abenteuern, denen später zwei Miniserien – Ambush Bug (1985) und Son of Ambush Bug (1986) – und einige Specials – Ambush Bug Stocking Stuffer (1985) und The Ambush Bug Nothing Special (1992) – folgten. Als Autor und Zeichner agierte dabei zumeist Keith Giffen, gelegentlich unterstützt von Robert Loren Fleming als Skripter.
Die Ambush Bug Comics wurden dabei mit mehreren Preisen ausgezeichnet: So erhielt eine Miniserie den Squiddy in der Kategorie "Favorite Limited Series" und das Nothing Special erhielt den Squiddy Award als "Favorite Graphic Novel" für das Jahr 1992.

## Handlung
Ambush Bug beginnt mit einer verdrehten Neuinterpretation der Herkunftsgeschichte von Superman: Wie die Supermancomics ihren Ausgangspunkt nehmen, dass dieser als Kind von seinem Vater Jor-El mit einem Raumschiff von seinem dem Tode geweihten Heimatplaneten Krypton zur Erde geschickt wird, beginnt Ambush Bugs Historie damit, dass der bohemenhafte Außerirdische Brum-El (dessen Name nicht nur auf Jor-El, sondern auch den Ur-Vater des britischen Dandytums Beau Brummell anspielt) vom Planeten Schwab – der ebenfalls kurz vor der Zerstörung steht – seine Garderobe (nicht aber sich selbst) in ein Raumschiff verfrachtet, das er zur Erde schickt: Er hofft so, wenn schon nicht selbst, so doch zumindest seine adretten Outfits vor dem Untergang bewahren zu können.
Nachdem eine gigantische radioaktive Spinne das Raumschiff auf seinem Weg durchs Weltall attackiert, erreichen nur zwei Kleidungsstücke die Erde: Ein mit gewürfelten Mustern überzogener Anzug (the Ambush Bug suit), den ein Mann namens Irwin Schwab findet und ein ominöses Kleidungsstück namens Argh!Yle!, bei dem es sich um eine neurotische Socke mit Welteroberungskomplexen handelt, die ähnlich Doctor Doom, dem Erzfeind der Fantastic Four, eine metallene Gesichtsmaske trägt. Schwab wird, nachdem er den Bug-Anzug anlegt, in einen 1,80 Meter großen grün"häutigen" Insektenmann verwandelt und bekommt durch das Tragen des Anzuges – den er nicht mehr ablegen kann – die Gabe verliehen, sich selbst nach Belieben zu teleportieren.
Nachdem Bug erst als Schurke agiert, beschließt er nach seiner ersten Begegnung mit Superman, diesem nachzueifern und selbst ein Held zu werden. Ähnlich Batmans Robin schafft sich Bug, dessen Markenzeichen seine langen orangen Insektenfühler sind, schließlich einen Sidekick an, eine Puppe, die er "Cheeks, The Toy Wonder" nennt.